# Mycetophila caprii
Mycetophila caprii är en tvåvingeart som beskrevs av Duret 1981. Mycetophila caprii ingår i släktet Mycetophila och familjen svampmyggor. Inga underarter finns listade i Catalogue of Life.